# 粘性抵抗
粘性抵抗（ねんせいていこう）とは、物体がそれを取り囲む流体から受ける抵抗の中でも、物体の表面に平行に働く粘性によるものをいい、摩擦抵抗ともいう。流線形の物体が受ける抵抗の大部分がこれに該当する。この抗力は、潤滑油を塗ったり、表面をよく磨いて表面粗さを小さくすることで軽減できる。